# Dombühl
Dombühl este o comună aflată în districtul Ansbach, landul Bavaria, Germania.